# Синява (Тернопольская область)
Синява (укр. Синява) — село в Збаражской городской общине Тернопольского района Тернопольской области Украины.
Код КОАТУУ — 6122487801. Население по переписи 2001 года составляло 1023 человека, по данным 2023 года составляло 509 человек. 
До 2020 года входило в Збаражский район.

## Географическое положение
Село Синява находится на берегу безымянной речушки, которая через 2 км впадает в реку Гнезна Гнилая,
на расстоянии в 1,5 км от села Красносельцы.
Рядом проходит автомобильная дорога Р-43.

## История
- 1648 год — первое упоминание о селе.

## Объекты социальной сферы
- Школа I—II ст.
- Клуб.
- Фельдшерско-акушерский пункт.

## Достопримечательности
- Братская могила советских воинов.